# 蒙塞拉托
蒙塞拉托（義大利語：Monserrato），是意大利撒丁大区卡利亞里廣域市的一个市镇。总面积6.5平方公里，人口20556人，人口密度3162.5人/平方公里（2009年）。ISTAT代码为092109。